# イェフーダー・ベン＝ダーウィード・ハイユージュ
ハイユージュ・ユーダー・ベン＝ダーウィード、イェフーダー・ハイユージュ（Judah Hayyuj, Yehuda Hayyuj/Chayyugj, Hayyuj Judah ben David, Chayyuj Yudah ben-Dawid, アラビア語 Abu Zakariya’ Yachya ibn-Da’ud, 940年/950年頃 - 1010年）は、フェズ出身のスペインのユダヤ教徒の言語学者。
モロッコのフェズに生まれ、同じく大きなユダヤ人コミュニティーであるコルドバに長く住んだ。
アラビア語文法書の体系を取り入れ、それに基づく組織的なヘブライ語文法書を初めて編纂した。
ヘブライ語（セム語）の三語根体系（例えば、/š l m/ という基本の音素に母音を加える事により、シャーローム、シェローモー（ソロモン）、アラビア語ではイスラーム、ムスリム、サラーム、スライマンといった様々な言葉を派生させて作ることができる）を明確にした。

## 著作
- Kitab Al-Nutaf ()